# Ad Extremas
Ad Extremas è un'enciclica di papa Leone XIII, datata 24 giugno 1893, dedicata all'istituzione di seminari per i sacerdoti autoctoni e alla creazione della gerarchia ecclesiastica locale nelle Indie orientali.
Scrive infatti il Papa: « Il progresso missionario resterà incerto finché mancherà un clero composto di indigeni capaci non solo di aiutare i missionari, ma anche di amministrare convenientemente da soli gli interessi della religione nel proprio paese ». E ancora: « La sorte della Chiesa nell'India non avrebbe mai potuto avere radici solide senza la dedizione continua di un clero indigeno nell'India, pio e zelante ».